# Lourdes

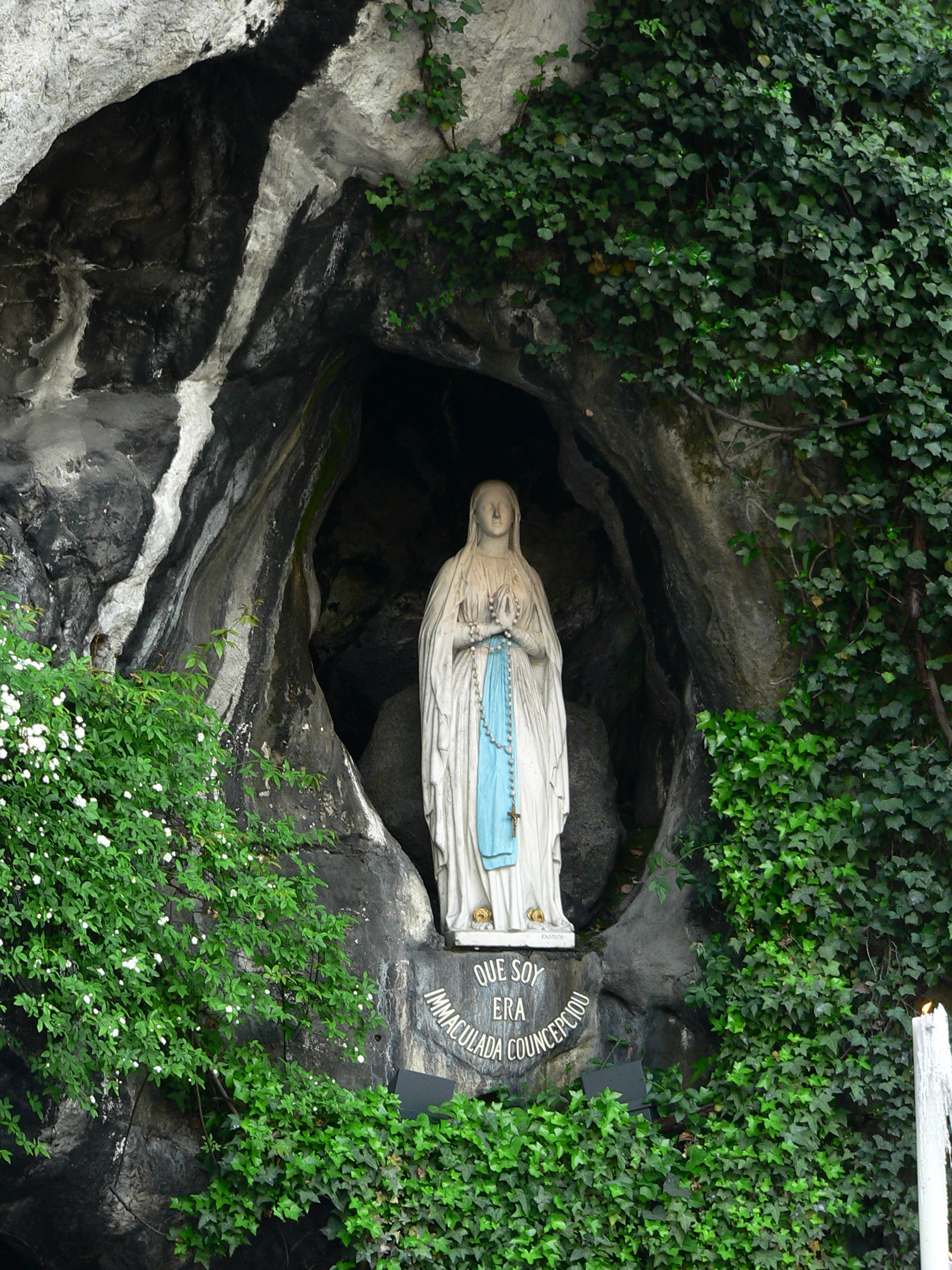
Jungfru Maria-staty i Massabielle-grottan.

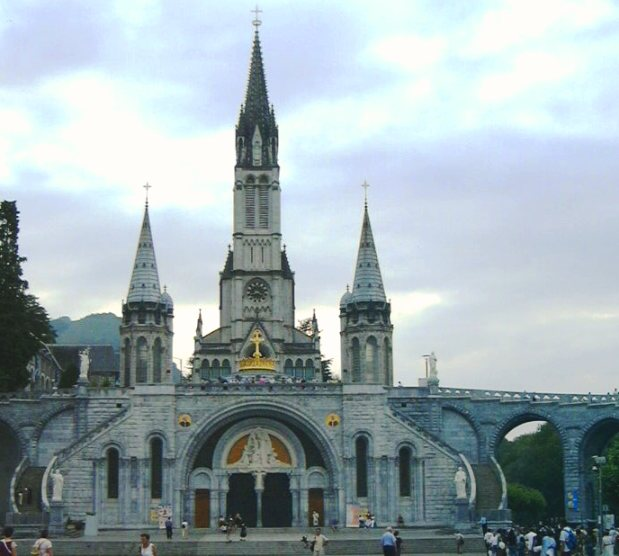
Katedralen i Lourdes.

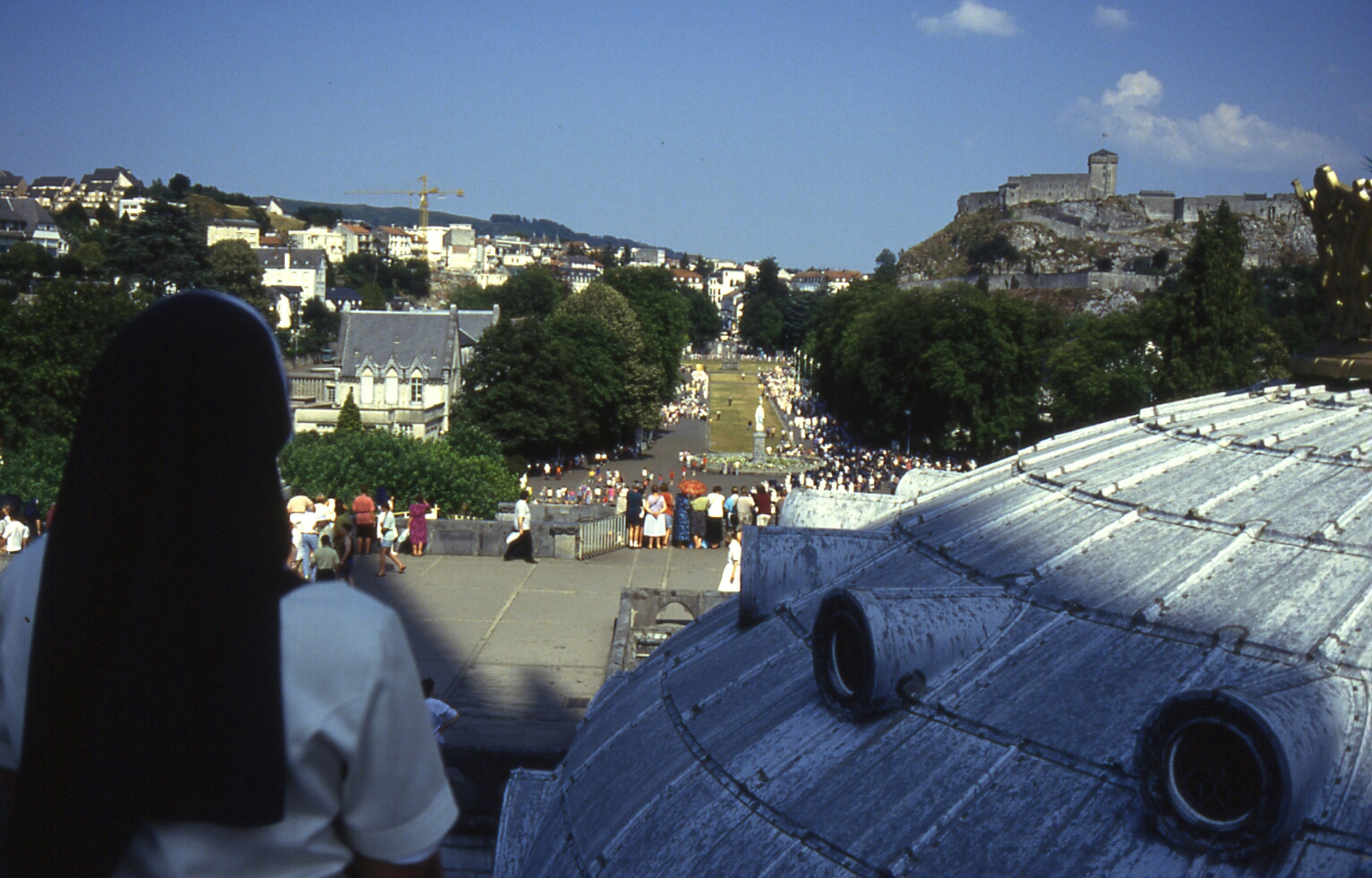
Lourdes 1994

Lourdes (occitanska: Lorda) är en stad och kommun i departementet Hautes-Pyrénées i regionen Occitanien i sydvästra Frankrike. År 2022 hade Lourdes 13 266 invånare.
Vid Lourdes byggdes redan under romersk tid en befästning på en klippa. Den nuvarande borgen med ett torn från 1300-talet är idag museum. Söder om fästningen ligger det 950 meter höga Pic du Jer med storslagen utsikt över dalgångarna och Pyrenéerna.

## Vallfartsort
Lourdes är Europas mest besökta vallfartsort och besöks årligen av mer än sex miljoner pilgrimer, detta på grund av att en 14-årig bondflicka, Bernadette Soubirous, 1858 påstod sig ha sett uppenbarelser av Jungfru Maria i Massabielle-grottan nära staden, en händelse som katolska kyrkan firar som Vår Fru av Lourdes. Enligt den religiösa traditionen sprang det i samband med detta även fram en källa med helande vatten i grottan.
Besökarna dricker vatten från kranar som kommer från källan, köper flaskor med källvatten och badar eller tvättar sig i det 12-gradiga vattnet. Katolska kyrkan understryker att vattnet i sig inte är heligt utan att det är tron som gör vattnet heligt.
I Lourdes tar man emot över 100 000 sjuka per år som får bo gratis i särskilt anpassade sjukhusbyggnader. Antalet anställda är 450. Verksamheten kostar cirka 800 miljoner kronor per år. Man får inga bidrag vare sig av franska staten eller Vatikanen, utan pengarna kommer från försäljning av vaxljus, kollekter vid mässor, försäljning och testamenten.
Otaliga människor hävdar att de har blivit mirakulöst botade av vattnet från källan, och för att dokumentera detta inrättades efter Bernadettes död ett medicinskt centrum för att läkare skulle bedöma vad som skedde. För att ett tillfrisknande skulle betraktas som mirakulöst måste personen ifråga ha haft en organisk sjukdom som klart hade dokumenterats, botandet måste ske omedelbart då personen druckit av eller badat i vattnet, och därefter måste personen vara fullständigt frisk från sjukdomen i minst tre år. I dagsläget har några tusental sådana helanden dokumenterats av det medicinska centret. Katolska kyrkan förbehåller sig dock rätten att kategorisera en händelse som "mirakel" och medan man har erkänt cirka 7 000 oförklarliga tillfrisknanden betecknar man endast 67 av dessa som mirakel. De flesta av dessa erkändes i början av 1900-talet när många idag hanterbara sjukdomar betraktades som obotliga. Många av fallen gäller exempelvis olika former av tuberkulos, vilket var komplicerat att behandla innan man i hög grad började använda antibiotika. Flera av helandena det senaste halvseklet gäller multipel skleros. De sjukdomar som ska ha botats är dock enbart sådana som ibland kan gå tillbaka av sig själva - till exempel har inga amputerade ben mirakulöst vuxit ut igen - och det saknas belägg för att "miraklen" rör sig om något mer än en kraftfull placeboeffekt.
Bland de dagar under året som flest pilgrimer besöker Lourdes är den 15 augusti, för att fira Jungfru Marie himmelsfärd. Festligheterna stördes av bombhot år 2010, men polisen hittade inga bomber och gav klartecken för festligheterna igen.

## Befolkningsutveckling
Antalet invånare i kommunen Lourdes
| Referens: INSEE |